# Zoologija
Zoologija (od grčkog zoon "živo biće") je biološka disciplina koja se bavi proučavanjem životinja, odnosno, oblikom i građom tijela (morfologija, anatomija), životnim aktivnostima (psihologijom), razvojem i porijeklom (uključujući paleontologiju), nasljednim odlikama (genetikom), odnosom s okolišem (ekologijom), rasprostranjenošću (zoogeografijom) i ponašanjem životinja. Sistematiku životinja pogledaj pod sistematika životinjskog carstva.

## Područja rada zoologije
- Opća zoologija (građa, život, razmnožavanje, razvoj)
- Posebna zoologija (obrađivanje zoološke raznovrsnosti)
- Sistematizacija (povijest vrste, razvrstavanje, kategorizacija)
- Morfologija (vanjska obilježja građe životinja)
- Anatomija (unutrašnja građa pojedine životinje)
- Fiziologija (životni procesi, funkcije organa)
- Biologija ponašanja (uzroci ponašanja)
- Embriologija (individualni razvoj)
- Zoogeografija
- Ekologija
- Primijenjena zoologija

## Zoolozi
Zoologijom se kao znanstvenom disciplinom bave zoolozi. Oni mogu svoj znanstveni rad obavljati kako u prirodi ili laboratoriju tako i u muzeju ili u zoološkom vrtu ili u kombinaciji nekih ili svih navedenih oblika rada. Većina zoologa su studirali biologiju. Međutim, zoologijom se danas bave i veterinari i šumari i geografi. Prije nego što su zoologija i botanika postale samostalne znanstvene discipline, zoolozi i biolozi su završavali studij medicine.

### Poznati zoolozi
- Alfred Edmund Brehm
- Dian Fossey
- Jane Goodall
- Bernhard Grzimek
- Konrad Lorenz